# لوثر أليسون
لوثر أليسون (بالإنجليزية: Luther Allison)‏ هو موسيقي وعازف قيثارة أمريكي، ولد في 17 أغسطس 1939 في ويدينر في الولايات المتحدة، وتوفي في 12 أغسطس 1997 في ماديسون في الولايات المتحدة بسبب سرطان الرئة.

## وصلات خارجية
- الموقع الرسمي
- لوثر أليسون على موقع IMDb (الإنجليزية)
- لوثر أليسون على موقع ميوزك برينز (الإنجليزية)
- لوثر أليسون على موقع إن إن دي بي (الإنجليزية)
- لوثر أليسون على موقع أول ميوزيك (الإنجليزية)
- لوثر أليسون على موقع ديسكوغز (الإنجليزية)